# Fernando Peñalver
Fernando Peñalver (Puerto Píritu, Venezuela 1765 - Valencia, Venezuela 7 de mayo de 1837) fue un político y estadista venezolano, prócer de la independencia, primer gobernador de la Provincia de Carabobo. Fue un actor de primer orden en la formación de la Primera República y uno de los firmantes del Acta de la Independencia y consejero de Simón Bolívar. 

## Inicios
Fueron sus padres el hacendado Pedro Peñalver y Francisca Pellón. Su familia era una de las familias más ricas de la región. Fernando posiblemente realizase estudios en Santo Domingo y Trinidad, ya que dominaba tanto el idioma francés como el inglés. En 1800 se trasladó a Valencia en las cercanías de la cual poseía la hacienda Los Aguacates. Alexander von Humboldt se hospedó allí en 1800 y, de su encuentro con Fernando Peñalver, anotó que era "miserablemente vanidoso" y que, a pesar de llenarse la boca con conceptos ilustrados como la libertad y la Encyclopédie, se declaraba partidario de una "república blanca" en la que la esclavitud continuaría y ni siquiera los mulatos libres tendrían derechos.
Al enterarse Peñalver del movimiento pro-independentista del 19 de abril de 1810 ocurrido en Caracas y de la formación de la Junta Suprema Conservadora de los Derechos de Fernando VII, viaja a la capital para sumarse al movimiento revolucionario. Nombrado representante del partido capitular de Valencia ante el Congreso Constituyente de 1811, fue firmante del Acta de Independencia el 5 de julio el mismo año, así como de la Constitución Federal. En el calor de la lucha política e ideológica, se hace amigo de Simón Bolívar. En 1812 es electo presidente del Congreso y bajo su mandato se promulgan leyes como la abolición de la Inquisición y la que castigaba la deserción de militares. Tras la pérdida de la Primera República, es hecho prisionero por Domingo Monteverde y enviado a las bóvedas de La Guaira y luego al castillo de Puerto Cabello. Sin embargo, en 1813 logra su libertad por un sobreseimiento de causa dispuesto por las Cortes de Cádiz.

## Actuación durante la Guerra
En julio de 1813, al lado de Bolívar reinicia su actividad política como juez de secuestros en Valencia, pero sobre todo como consejero del Libertador, a quien acompaña en 1814 durante la Emigración a Oriente. A raíz de este suceso busca refugio en las islas de Saint Thomas y Trinidad. Durante este exilio contrae nupcias en Trinidad con su sobrina Juana Peñalver. En las Antillas continuó su actividad a favor de la causa republicana, sosteniendo correspondencia con Bolívar, a quien envía armas y municiones para su campaña de Guayana. En 1817 negocia también la adquisición de una imprenta para el gobierno, atendiendo a un requerimiento de Bolívar. Ese mismo año viaja a la ciudad de Angostura, capital de la restaurada República de Venezuela, y hasta comienzos de 1819 se desempeña como intendente, consejero de Estado y miembro interino del Consejo de Gobierno. También colabora en el Correo del Orinoco, reorganiza la Hacienda Nacional y participa en la comisión que elabora el reglamento de elecciones para el Congreso Nacional. Al ser inaugurado el Congreso en febrero de 1819, Peñalver forma parte como diputado por la provincia de Guayana hasta comienzos de julio, cuando se embarca hacia Inglaterra (junto con el general José Maria Vergara y Lozano) para cumplir una misión diplomática encomendada por el vicepresidente de la República Francisco Antonio Zea. En Londres buscan créditos y apoyo a la Independencia de Colombia. Tenían también el encargo de contratar armas, vestuarios, municiones y un empréstito de un millón de libras esterlinas. Penalver encontró a Luis López Méndez preso en Londres debido a la quiebra de uno de los prestamistas que había contribuido a reunir los 2.000.000 de pesos anteriores. A favor de dicho prestamista, libró Peñalver vales de la deuda colombiana, sin haber conseguido otra cosa que recobrar la libertad de López Méndez y aumentar la deuda. Peñalver fue sustituido por el vicepresidente Zea. A mediados de 1820 se encuentra de nuevo en Angostura, donde preside el Congreso cuando éste se reinstala por unos días en julio de ese año. En 1821 es elegido diputado por Cumaná al Congreso Constituyente de 1821, en el que tiene una destacada participación en la redacción de la Constitución grancolombiana de 1821. Luego por solicitud de Bolívar, pasa a Caracas, donde ejerce por un tiempo la Dirección General de Rentas de Venezuela.
Tras enviudar, en 1823, renuncia a la Dirección General de Rentas y se radica de nuevo en Valencia con su pequeña hija María Francisca y su sobrino Martín, quien había quedado huérfano. Por este tiempo, aunque fue elegido senador por el departamento del Orinoco no asistió a las sesiones del Congreso reunido en Bogotá en 1823, y en mayo del año siguiente renunció a la investidura parlamentaria. En octubre de 1824 el vicepresidente Francisco de Paula Santander lo nombró gobernador interino de la nueva provincia de Carabobo, cuya capital era Valencia, y en febrero de 1825 fue ratificado en ese cargo como titular. Se encontraba ejerciendo funciones como gobernador cuando en esa ciudad estalló, a fines de abril de 1826, el movimiento separatista de La Cosiata, al cual se opuso sin éxito; para apaciguar los ánimos se mantuvo durante algún tiempo en el cargo, pero en septiembre se fue a Trujillo, a fin de esperar allí al Libertador. Después de restablecerse la paz en Venezuela a comienzos de 1827, Peñalver continuó colaborando con él, pero sin ejercer funciones públicas. En 1828 fue elegido diputado por Cumaná a la Convención de Ocaña, pero aunque se dispuso a viajar para ocupar su puesto en dicha asamblea, en el camino se sintió enfermo por lo que decidió regresar a Valencia. A partir de este momento, se apartó casi totalmente de la vida pública, aunque en octubre de 1830 el Congreso Constituyente reunido en Valencia lo designó consejero de Estado y posteriormente fue elegido senador. Los últimos años de su vida los pasó en Valencia.